# Kanton Limoges-Carnot
Kanton Limoges-Carnot (francouzsky Canton de Limoges-Carnot) je francouzský kanton v departementu Haute-Vienne v regionu Limousin. Tvoří ho pouze část města Limoges.